# شعراوات
الشَّعْراوات (الاسم العلمي: Hippoboscinae) هي أسرة من الحشرات تتبع فصيلة الذباب الشَّعْراوي من رتبة ذوات الجناحين.

## أجناس الشَّعْراوات
- الشَّعْراء